# Luz Vermelha
Luz Vermelha é uma série de televisão portuguesa dramática, criada por Patrícia Müller, e produzida pela Vende-se Filmes. A série, de 13 episódios, estreou-se a 9 de outubro de 2019, na RTP1.

## Sinopse (spoiler)
A série segue a história de Bruna, uma imigrante brasileira e mãe solteira que chega a Portugal, com a esperança de encontrar uma vida melhor, indo trabalhar como empregada de mesa e depois como prostituta n'«A Sela», uma casa de alterne, numa cidade de província, onde trabalham várias brasileiras clandestinas. Carlos Bainha, o chulo, gere o estabelecimento com mão de ferro e é ajudado por Inna Voronin, uma maternal e inteligente prostituta russa, e por dois fiéis seguranças, os irmãos Bento e Benício Gomes.
Homens importantes da cidade frequentam a «Sela» e andam enfeitiçados pelas belíssimas brasileiras. As mulheres deles sentem-se ultrajadas e escrevem uma carta anónima às autoridades, exigindo o fecho do bar e a expulsão das brasileiras. O caso desperta a atenção da imprensa e da polícia.
Rui Martins, presidente da Câmara, casado com a amoral Pilar (que o engana com o cunhado António), apaixona-se pela terna e jovem Bruna, que também terá sexo com o filho dele, Joaquim. A filha Catarina sabe do adultério da mãe e conta ao pai, que não acredita. Rui pensa em ir viver com Bruna, mas Pilar acaba por separá-los.
Andreia, cobra em excesso aos clientes, o que enfurece Carlos. Ângela Macedo, uma jornalista, investiga a existência de uma rede de prostituição, e torna-se amiga do inspector José Nuno, do SEF. Ivana, a amante de Benício, viciado em cocaína, é informadora da polícia e, sem saber, tem os seus encontros com os clientes clandestinamente filmados por Carlos. Os vídeos são depois usados para chantagear homens importantes, a mando de António, para obter favores para os seus negócios ilícitos.
Inna, apaixona-se pelo jornalista Fernando, colega de Ângela, e depois de ter feito amor com ele, aparece morta, vítima de uma misteriosa overdose. No enterro, Bruna diz a Carlos que foi ele que a matou, que se afasta com um ar comprometido. Vítor ganha coragem e deixa a mulher Celeste, indo viver com Dajane.  Rui encontra o anel do irmão no quarto de casal e confronta-o com a infidelidade, chorando. Rui procura Bruna dizendo que se vai divorciar, mas esta rejeita-o, dizendo que ele e Pilar estão bem um para o outro.
Mário Barbosa, o director do jornal, que tem sido pressionado pela administração para não publicar nada sobre o caso, publica a reportagem de Fernando e Ângela, e é despedido. Bruna conta tudo à polícia. Carlos Bainha é detido e interrogado, por suspeita de  auxílio à imigração ilegal e de lenocínio, juntamente com Bento. António divorcia-se e, com medo do que possa suceder-lhe, tenta recomeçar a vida noutra terra. «A Sela» encerra, Benício garante a Ângela que não matou Inna, e vai-se embora com Ivana. Bruna regressa ao Brasil e as restantes mulheres viajam de autocarro para destino incerto. Rui ajuda Pilar a lavar a louça. Fernando pesca junto ao mar e Ângela, mais uma vez, nada na piscina.

## Curiosidades
- A série inspirou-se no caso das "Mães de Bragança".[3]
- A série foi filmada em cenário real, num bar chamado «A Sela - Disco Dancing Bar», no Pinhal Novo.
- A maior parte dos personagens passa o tempo a fumar.
- Bainha, no seu escritório, tem sempre junto de si uma caixa de detergente Permil, uma marca inexistente.

## Elenco
- Vítor Messias (cliente e amante de Dajane) - Adriano Carvalho
- Benício Gomes (segurança) - Afonso Pimentel
- Celeste Messias (mulher de Vítor) - Alexandra Sargento
- Catarina Martins (filha de Rui e Pilar) - Ana Lopes
- Elisabete Martins (mulher de António Martins) - Ângela Marques
- Ivana Dieva (prostituta) - Bruna Quintas
- Cliente - Bruno Salgueiro
- Tatiana (prostituta) - Cecília Henriques
- Fernando Avelar - Cesário Monteiro
- Rui Martins (presidente da câmara) - Dinarte Branco
- Moisés - Duarte Grilo
- Zulmira (criada de Pilar) - Elizabete Piecho
- Pedro Morais - Fernando Lupach
- Passageiro de autocarro - Filipe Abreu
- Padre - Flávio Tomé
- Inspector José Nuno - Graciano Dias
- Júlia - Joana Pialgata
- Bento Gomes (segurança) - João Baptista
- Amadeu (cliente suicida) - João Didelet
- Mário Barbosa (director de jornal) - João Lagarto
- Inspector Pinto - João Vicente
- Carlos Bainha (chulo) - Joaquim Monchique
- Joaquim Martins (filho de Rui e Pilar) - Luís Ganito
- Bailarina - Mafalda Jara
- Ângela Macedo (jornalista) - Margarida Vila Nova
- Pilar Martins (mulher de Rui Martins) - Maria João Pinho
- Bruna Abreu (prostituta) - Mariana Badan
- Elena - Mariana Fonseca
- Mãe-de-santo - Paula Pontes
- António Martins (irmão de Rui e amante de Pilar) - Paulo Calatré
- Cliente - Raimundo Cosme
- Dajane (prostituta) - Renata Ferraz
- Pole dancer - Rita Azevedo
- Armindo - Rogério Jacques
- Andreia (prostituta) - Sara Norte
- Maria João - Sofia Baessa
- Inna Voronin (madame) - Sofia Nicholson
- Maria - Solange Freitas
- Daisy (prostituta) - Tati Pasquali
- Domingas (vendedora de rua) - Teresa Madruga
- Jornalista - Teresa Saldanha